# Bràqueting
El bràqueting és una tècnica fotogràfica que consisteix a realitzar diverses fotografies del mateix subjecte, variant en cada imatge les diverses opcions de la configuració de càmera. Alguns d'aquests elements són la velocitat d'obturació, l'exposició o l'obertura del diafragma. És una tècnica molt útil per situacions on és difícil obtenir un bon resultat en una sola fotografia, especialment si una petita variació en alguna de les opcions de configuració pot afectar en gran manera. Serveix per definir els paràmetres més adequats per la imatge. També pot ser útil per tenir un major control del contrast de llums i ombres.
Un cop tenim totes les imatges resultants podem triar la que més s'adeqüi als resultats esperats o podem fusionar diverses imatges seleccionades mitjançant un software d'ordinador, de manera que tenim una imatge més completa. 
Quan el bràqueting es realitza directament amb la càmera digital s'anomena Autobràqueting. Es programa la càmera perquè realitzi diverses fotografies, i en cada imatge paràmetres determinats varien, llavors una de les imatges s'assegura que serà correcta. És una opció molt més senzilla que el mètode manual, en què el fotògraf o fotògrafa ha de variar la configuració a cada imatge.

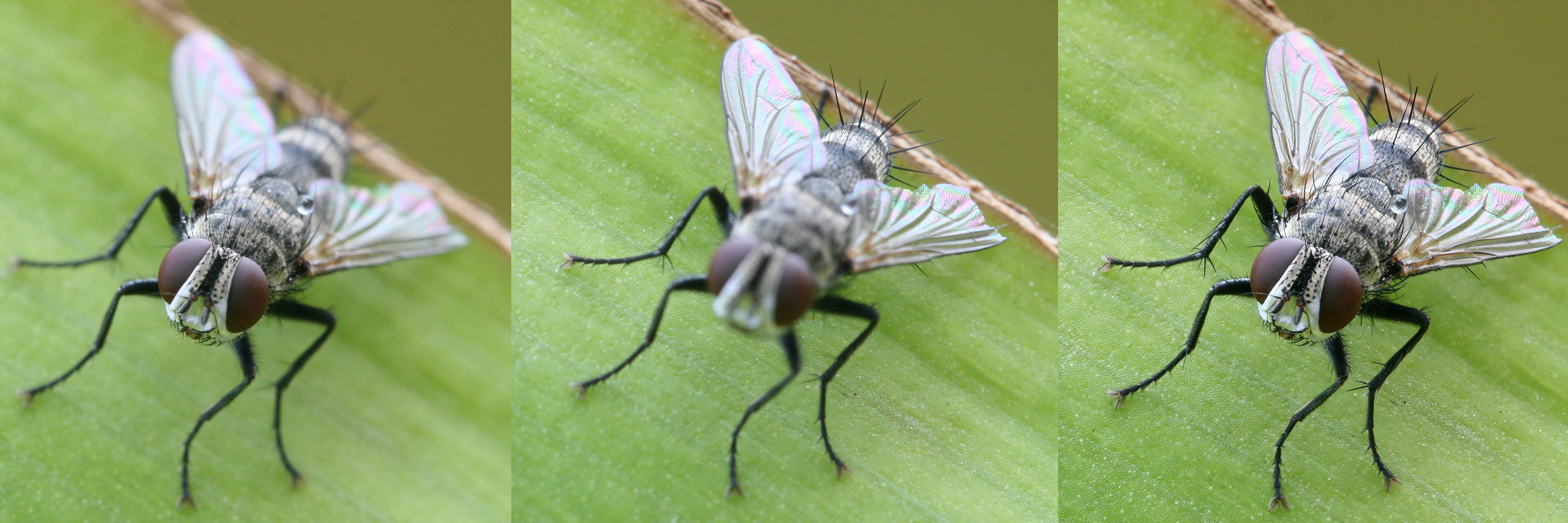
Exemple de bràqueting d'enfocament

## Mode d'ús
Per utilitzar aquesta tècnica fotogràfica en mode automàtic, el primer que hem de fer és posar en mode manual (M) o en prioritat d'obertura (A). Quant a obertura de diafragma i ISO, triem el que més ens convingui. És recomanable utilitzar una ISO baix entre 100 i 200. A continuació, hem de seleccionar la funció de bràqueting a la càmera, en molts casos es pot activar a Modes de disparament. Seleccionem l'autodisparador o escollim entre els diversos tipus de bràqueting disponibles.
Més endavant, hem de variar els paràmetres que volem que canviïn en cada imatge, la càmera permet triar el nombre de fotografies a realitzar i com serà la variació entre les imatges. El més recomanable és indicar que la càmera realitzi 3 fotografies modificant alguna opció.
És altament recomanable utilitzar un trípode, ja que es realitzaran diverses imatges i el que volem és una variació als paràmetres de la mateixa fotografia, no la variació de la imatge. En molts casos la velocitat d'obturació ha de ser lenta, de manera que el mínim moviment pot provocar una distorsió de la imatge o un desenquadrament, fet que se soluciona amb l'ús de trípode.
Al mantenir premut el botó del disparador, la càmera realitza directament les fotografies, però cal tenir en compte que els objectes que apareixen a la imatge s'han de mantenir estàtics, ja que si es mouen, es pot donar un efecte fantasma a l'hora de fusionar. Aquest efecte fantasma consisteix en el fet que en una imatge creada a partir de la fusió d'altres imatges hi apareixen rastres o parts d'elements moguts.
En cas que vulguem unir les imatges amb ús de software, podem utilitzar diversos programes d'edició fotogràfica com Gimp o Photoshop.

## Classes de bràqueting

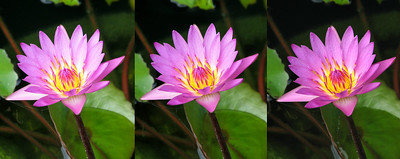
Exemple de bràqueting de'exposició. La imatge resultant de la fusió de la subexposada i la sobreexposada és la central.

### Bràqueting d'exposició
És la tècnica més utilitzada, consisteix a fer diverses fotografies amb diversos factors d'exposició. Generalment es realitza amb 3 imatges: una amb uns valors d'exposició correctes, una altra subexposada i una altra sobreexposada. Si no es vol variar la profunditat de camp, cal configurar la velocitat d'obturació i no el diafragma.
El bràqueting d'exposició és útil per situacions amb un alt contrast o per crear efectes de Fade-In o Fade-out.

### Bràqueting de flash
El bràqueting de flash consisteix a combinar imatges fetes amb ús del flash i altres fetes amb llum natural de l'escena. Es realitzen diverses fotografies amb llum ambient i amb el flash a diferents potències d'un mateix element. Podem trobar el resultat que busquem seleccionant la imatge que més ens agradi o podem fusionar algunes de les imatges.

### Bràqueting d'enfocament
És una tècnica utilitzada per augmentar la profunditat del camp sense modificar el diafragma de la càmera, sinó modificant l'enfocament en cadascuna de les fotografies fetes en el bràqueting. Consisteix en el fet que en cada imatge se situï l'enfocament en una zona de la imatge diferent cada cop. S'augmenta la profunditat de camp a l'unir les imatges amb ajuda d'un programari de fotografia com Photoshop o Helicon Remote. S'utilitza generalment en la fotografia macro, de manera que tota la imatge es veu amb una nitidesa increïble, ja que gràcies a aquest tipus de bràqueting tot l'element que volem destacar a la imatge està enfocat.

### Bràqueting de balanç de blancs
Aquest tipus de bràqueting es basa en la modificació de l'opció de balanç de blancs en cadascuna de les imatges. Molts cops resulta complicat saber quin és el balanç de blancs més adequat per la imatge que volem fer, de manera que aquest bràqueting resulta útil per seleccionar l'opció més adient.
En el cas que estiguem realitzant fotografies en format RAW, el balanç de blancs pot ser canviat en la postproducció també.

### Bràqueting de sensibilitat o ISO
El bràqueting d'ISO consisteix a variar els valors de la sensibilitat ISO i a mantenir els valors d'exposició, velocitat i obertura del diafragma en totes les imatges del braketing. Cal tenir en compte que el soroll de la imatge variarà, com més elevada sigui l'ISO (3200 o 6400), més elevat serà el nivell de gra o soroll.
No hi ha cap opció que permeti realitzar aquest tipus de bràqueting de manera automàtica, de manera que els paràmetres de la sensibilitat s'hauran de variar en un mode manual.

### Bràqueting de profunditat de camp
Aquest tipus de bràqueting consisteix a fer una sèrie d'imatges amb diferents obertures del diafragma (f), deixant tots els paràmetres iguals, inclús l'enfocament. De manera que el resultat serà una imatge amb una gran profunditat del camp.